# Qarabağ FK
Maillots
Actualités
Le Qarabağ Futbol Klubu, plus couramment abrégé en Qarabağ FK, est un club azerbaïdjanais de football fondé en 1951 originellement basé dans la ville d'Agdam.
Le club évolue à Bakou, la capitale du pays.
Qarabağ participe à la première division azerbaïdjanaise depuis 1992. Une saison plus tard, le club remporte son premier championnat, devenant ainsi le premier club non-basé à Bakou à remporter ce titre.

## Histoire

### Premières années (1951–1991)
Le club a été fondé en 1951 sous le nom de Qarabağ après la construction du stade de la ville d'Aghdam ; un sérieux effort a alors été engagé pour la création d’une équipe de football professionnelle. En conséquence, Qarabağ FK, qui jouait alors sous le nom de Mehsul, participa au championnat azerbaïdjanais de 1966. Cette année-là, le club a atteint la quatrième place du championnat local.
Qarabağ a participé au championnat local pendant quatre années consécutives au cours desquelles sa deuxième place a été son meilleur résultat (obtenu en 1968). Après 1968, toutefois, en raison de son imprudence et de son manque de soutien financier, l’équipe s’est retirée du championnat pendant près de dix ans. En 1977, l’équipe renaît sous le nom de Chafaq. En 1982, Shafaq était le seul représentant d'Aghdam dans le football. Entre 1982 et 1987, l'équipe a utilisé le nom de "Société coopérative". En 1988, Qarabağ a remporté le titre de champion du championnat local de la RSS d'Azerbaïdjan sous son nom actuel.

### Effets de la guerre et des luttes financières (1991-2008)
En 1993, pendant la guerre du Haut-Karabagh, la ville d’Aghdam est passée sous contrôle arménien et l’équipe a été contrainte de quitter le stade Imarat pour se rendre à Bakou, tandis que son entraîneur principal, Allahverdi Baghirov, est décédé pendant la guerre. Le club a connu des difficultés financières de 1998 à 2001 et a connu des moments difficiles, mais il est devenu la première équipe azerbaïdjanaise à s'imposer face à face dans une compétition européenne en battant les Israéliens, Maccabi Haïfa 1 à 2 en 1999. Qarabağ a également représenté l'Azerbaïdjan à plusieurs reprises dans la Coupe des vainqueurs de coupe et la Coupe UEFA. 
Ces problèmes ont été résolus en 2001, lorsqu'une des plus grandes sociétés holding de l'Azerbaïdjan, Azersun Holding, a commencé à parrainer l'équipe. L’équipe a utilisé le nom de Qarabag-Azersun pendant deux saisons, puis a repris son nom d’origine en 2004.

### Ère de Gourban Gourbanov (2008 – présent)
Gourban Gourbanov est le manager azerbaïdjanais le plus titré des compétitions européennes.
En 2008, l'ancien footballeur azerbaïdjanais Gourban Gourbanov a été nommé entraîneur-chef après le départ inattendu de Rasim Kara vers Khazar Lankaran une semaine avant le début de la saison 2008-2009. Sous la direction de Gourban Gourbanov, Qarabağ a ignoré une stratégie commune dans le football azerbaïdjanais : éviter les signatures étrangères en faveur de la promotion des talents locaux. Gourbanov a apporté avec lui un style de jeu de type tiki-taka, caractérisé par des passes courtes, de longues périodes de préparation et des échanges de positions entre joueurs.
Depuis 2013, le club remporte le titre tous les ans, se qualifiant donc de nombreuses fois en coupe d'Europe. 
En 2017, après avoir battu le FC Copenhague lors des barrages de qualification de la Ligue des champions, Qarabağ devient le premier club azerbaïdjanais à atteindre la phase de groupes de la compétition. Il obtient par la suite un total de deux points avec un bilan de deux matchs nuls pour quatre défaites dans un groupe composé de Chelsea, l'Atlético de Madrid et l'AS Rome.
Lors de la saison 2021-2022, le club atteint pour la première fois une phase finale de compétition européenne en se qualifiant pour les barrages de la phase éliminatoire de la Ligue Europa Conférence, où ils sont finalement éliminés par l'Olympique de Marseille sur le score cumulé de 6 buts à 1.
L'année suivante, le club est de nouveau stoppé en barrage de C4 par le KAA Gent aux tirs au but après avoir fini troisième de son groupe de Ligue Europa derrière Fribourg et le FC Nantes mais devant l'Olympiakos.
Lors de la saison 2024–2025, le 27 avril 2025, Qarabağ a assuré le titre de champion avec quatre matchs restants en faisant match nul 1-1 contre Sabah lors de la 32e journée de la Premyer Liqa, devenant ainsi champions de la Premyer Liqa pour la 12e fois de leur histoire et pour la 4e fois consécutive.

### Dates importantes
- 1951 : fondation du club
- 1996 : première participation à une compétition européenne (Coupe des coupes 1996-1997)
- 2014 : première participation à la phase de groupes d'une compétition européenne (Ligue Europa 2014-2015)
- 2017 : première participation à la phase de groupes de la Ligue des champions (Ligue des champions de l'UEFA 2017-2018)

## Bilan sportif

### Palmarès
| Compétitions nationales |
| \| - Championnat d'Azerbaïdjan (12) : - Champion : 1993, 2013-14, 2014-15, 2015-16, 2016-17, 2017-18, 2018-19, 2019-20, 2021-22, 2022-23, 2023-24 et 2024-25. - Vice-champion : 1993-94, 1996-97, 2012-13 et 2020-21. - Coupe d'Azerbaïdjan (8) : - Vainqueur : 1993, 2005-06, 2008-09, 2014-15, 2015-16, 2016-17, 2021-22 et 2023-24. - Finaliste : 1995-96, 1997-98, 1999-00 et 2024-25. - Supercoupe d'Azerbaïdjan (1) : - Vainqueur : 1994. \| |
| - Championnat d'Azerbaïdjan (12) : - Champion : 1993, 2013-14, 2014-15, 2015-16, 2016-17, 2017-18, 2018-19, 2019-20, 2021-22, 2022-23, 2023-24 et 2024-25. - Vice-champion : 1993-94, 1996-97, 2012-13 et 2020-21. - Coupe d'Azerbaïdjan (8) : - Vainqueur : 1993, 2005-06, 2008-09, 2014-15, 2015-16, 2016-17, 2021-22 et 2023-24. - Finaliste : 1995-96, 1997-98, 1999-00 et 2024-25. - Supercoupe d'Azerbaïdjan (1) : - Vainqueur : 1994.       |

### Bilan européen
| Compétition              | P  | M   | V  | N  | D  | BP  | BC  | Diff. |
| ------------------------ | -- | --- | -- | -- | -- | --- | --- | ----- |
| Ligue des champions (C1) | 10 | 57  | 24 | 18 | 15 | 82  | 54  | +28   |
| Coupe des coupes (C2)    | 2  | 4   | 0  | 1  | 3  | 1   | 12  | -11   |
| Ligue Europa (C3)        | 16 | 109 | 37 | 23 | 49 | 124 | 158 | -34   |
| Ligue Conférence (C4)    | 2  | 16  | 8  | 4  | 4  | 19  | 17  | +2    |
| Coupe Intertoto          | 1  | 4   | 1  | 0  | 3  | 2   | 11  | -9    |
| Total                    | 31 | 190 | 70 | 46 | 74 | 228 | 252 | -24   |

## Stade

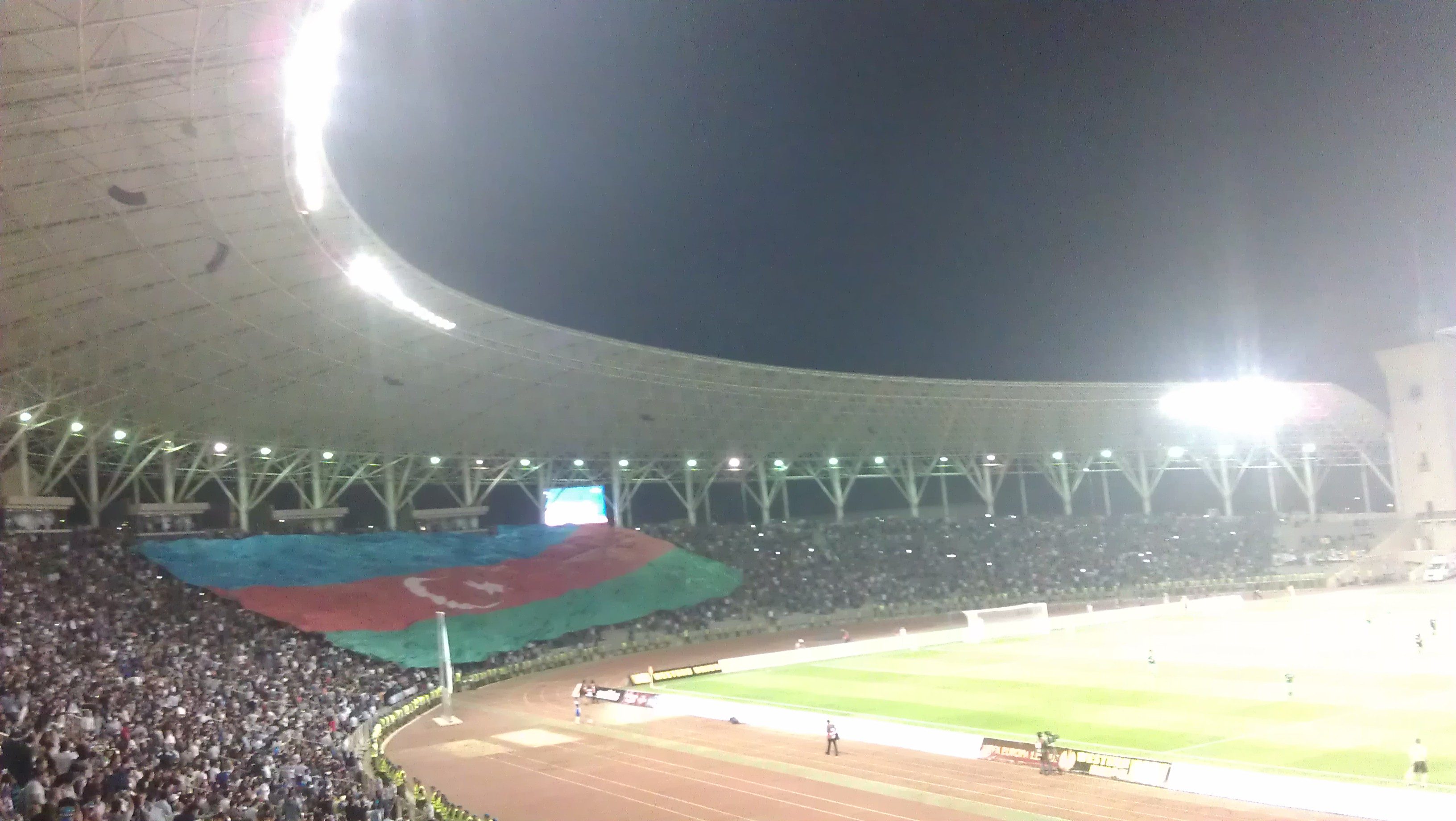
Tofig Bahramov stadium

Le club utilisait auparavant le stade olympique Guzanli, situé à Guzanli, la municipalité la plus peuplée du raion d'Agdam du Haut-Karabagh, en Azerbaïdjan. Le stade Imarat, qui était le stade d'origine du club, a été détruit à la suite d'attaques d'artillerie perpétrées par les forces militaires arméniennes au cours de la guerre du Haut-Karabagh.
En 2012, la construction d'un nouveau stade de football Azersun Arena a été annoncée. Elle a été ouverte en juin 2015. L'Azersun Arena est un stade de football polyvalent situé dans la colonie de Surakhani à Bakou, en Azerbaïdjan. Il est actuellement utilisé comme stade national de la Premier League du club en Azerbaïdjan et peut accueillir 5 800 personnes. 
Le stade olympique de Bakou est utilisé pour les matches de Ligue des champions, où le record d'affluence de Qarabağ a eu lieu le 27 septembre 2017, lors d'un match de la phase de groupes de la Ligue des champions auquel 67 200 spectateurs ont assisté.

## Personnalités du club

### Entraîneurs
La liste suivante présente les différents entraîneurs connus du club.
- Allahverdi Baghirov (1976)
- Adil Nadirov (1987-1988)
- Rashid Uzbekov (ru) (1989)
- Elbrus Abbasov (1990)
- Aghasalim Mirjavadov (en) (1991-1996)
- Elbrus Abbasov (1996-1998)
- Boyukagha Aghayev (1998-1999)
- Elbrus Abbasov (1999-2000)
- Aghasalim Mirjavadov (en) (2001)
- Shahin Diniyev (2003-avril 2004)
- Igor Ponomaryov (2004-juin 2005)
- Elxan Abdullayev (pl) (juillet 2005-décembre 2005)
- Rasim Kara (en) (2006-2007)
- Gurban Gurbanov (depuis 2008)

## Effectif professionnel actuel
Le premier tableau liste l'effectif professionnel du Qarabağ FK pour la saison 2024-2025. Le second recense les prêts effectués par le club lors de cette même saison.
En grisé, les sélections de joueurs internationaux chez les jeunes mais n'ayant jamais été appelés aux échelons supérieurs une fois l'âge-limite dépassé ou les joueurs ayant pris leur retraite internationale.

## Identité visuelle

### Écusson et couleurs
Le blason de l'emblème du club est le symbole du Karabagh. Il est produit par des designers anglais et basé sur le cheval Karabagh. Le cheval provient du surnom du club "The Horsemen" (Les cavaliers); Bien qu'il ait été inclus auparavant dans les programmes et les foulards des clubs, le blason n'était pas visible sur le maillot avant 2004. Après la nomination de Gourban Gourbanov, le style de jeu attrayant de Qarabağ a amené les supporters à appeler l'équipe "Qafqazın Barselonası" ("Barcelone du Caucase"). Le club est parfois appelé "Qaçqın Klub" ("Le club des réfugiés") en raison de sa position conservatrice sur le conflit du Haut-Karabagh et le problème des réfugiés en Azerbaïdjan.

### Sponsors des maillots
Le kit traditionnel de Qarabağ fait allusion à l'emplacement du club dans le Haut-Karabagh, le noir et le blanc représentant respectivement la lumière et l'obscurité. Les kits du club sont fabriqués par Adidas et sponsorisés par Azersun, une entreprise de production alimentaire basée à Bakou.
| Années         | Fabricant | Parrainer       |
| 2004 – 2011    | Adidas    | Azersun Holding |
| 2011 – 2012    | Kappa     | Azersun Holding |
| 2012 – présent | Adidas    | Azersun Holding |